# Oldřich Černík

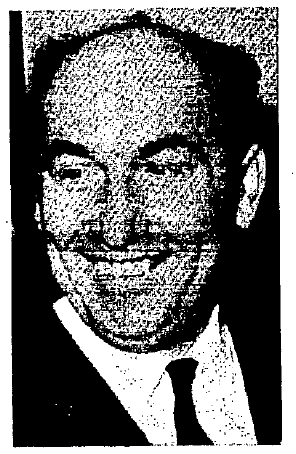
Oldřich Černík

Oldřich Černík (27 de outubro de 1921 - 19 de outubro de 1994) foi um político comunista checoslovaco. Foi primeiro-ministro da Checoslováquia de 8 de abril de 1968 a 28 de janeiro de 1970.
Um conhecido oficial do partido e tecnocrata, Černík foi um forte defensor das reformas da Primavera de Praga em 1968. Em agosto de 1968, foi forçado a ir para a União Soviética, juntamente com outros políticos, e quando voltou, pediu ao povo checo que cooperasse com a União Soviética, mas prometeu continuar as reformas. Em 1970, perdeu sua posição devido ao seu apoio contínuo as reformas e foi expulso do partido comunista. Ele tentou inutilmente um retorno político no início de 1990 após o fim do regime comunista. Faleceu em Praga.